# ガティネ家
ガティネ家（フランス語：Maison de Gâtinais）ないしアンジュー家（フランス語：Maison d'Anjou）は、フランスのガティネ伯およびであった貴族の家系。11世紀以降、アンジュー伯となる。1131年以降、同家からエルサレム王が出ており、さらにイングランド王家との婚姻を通して1154年よりイングランド王となった（プランタジネット朝）。

## 起源
同家は1060年にジョフロワ3世が母方の伯父であるアンジェルジェ家のジョフロワ2世からアンジュー伯位を相続したのち著しく台頭し、じきに婚姻を通してメーヌを獲得した。また、十字軍に参加し、テンプル騎士団と密接な関係を持ち始めた後の1131年にフルク5世の婚姻によってエルサレム王国を手に入れた。ガティネ家の本家は1154年にプランタジネット家となり、イングランド王国、アイルランド、ウェールズ公国を支配するようになった。これ等の広大な領土はアンジュー帝国と呼ばれるようになる。

### アンジュー伯一覧
- ジョフロワ3世ル・バルビュ（髭伯）（1060年 - 1067年）
- フルク4世ル・レシャン（病弱伯）（1067年 - 1109年） - 息子のジョフロワ4世と共同統治（1103年 - 1106年）
- フルク5世（若伯）（1106年 - 1129年） - エルサレム女王メリザンドと結婚しエルサレム王フルク1世となる。
- ジョフロワ5世（美男伯）（1129年 - 1151年）
- アンリ1世（1151年 - 1189年） - 1154年にイングランド王ヘンリー2世となる。以降、1199年までイングランド王がアンジュー伯を兼ねる。

## エルサレムとイングランドの君主

### エルサレムのガティネ家
1127年までにフルク5世はアンジューに帰る準備をしたが、その時エルサレム国王ボードゥアン2世の使者を迎え入れた。ボードゥアン2世には後継ぎとなる男子がおらず、娘のメリザンドを後継者として指名していた。彼女を有力な貴族と結婚させることにより彼女への王位と領地の継承をより確実なものにしようとしていたボードゥアン2世にとって、男やもめであり裕福な十字軍戦士として野戦での指揮を行った経験を持つフルク5世は、王配として辺境国家の争いの掌握を任せるに相応しい条件を備えていた。
ところがフルク5世がメリザンド女王の王配になることを拒み、共同の王になることを申し出たため、ボードゥアン2世はフルク5世の富と軍事力に信じ、承認した。フルク5世はアンジュー伯の地位を正式に息子のジョフロワ5世に譲渡してエルサレムに向かい、そこで1129年6月2日にメリザンドと結婚した。後にボードゥアン2世は、メリザンドが1130年にフルク5世との間に儲けたボードゥアン3世の唯一の保護者となることで王国における彼女の地位を支えた。
1131年にボードゥアン2世が死んだことでフルク5世とメリザンドはエルサレムを共同で統治した。開始時からフルク5世はメリザンドを排除して自身が唯一の統治者であると見做し、現地生まれの貴族よりも取り巻きのアンジューの同郷人を重用した。またエルサレム王国より北方の他の十字軍国家に対してはボードゥアン2世の政策を継承してエルサレム王国の宗主権を主張したが、フルク5世の権力基盤がボードゥアン2世のそれよりも遥かに脆弱であったため、フルクの権威は撥ねつけられることとなった。

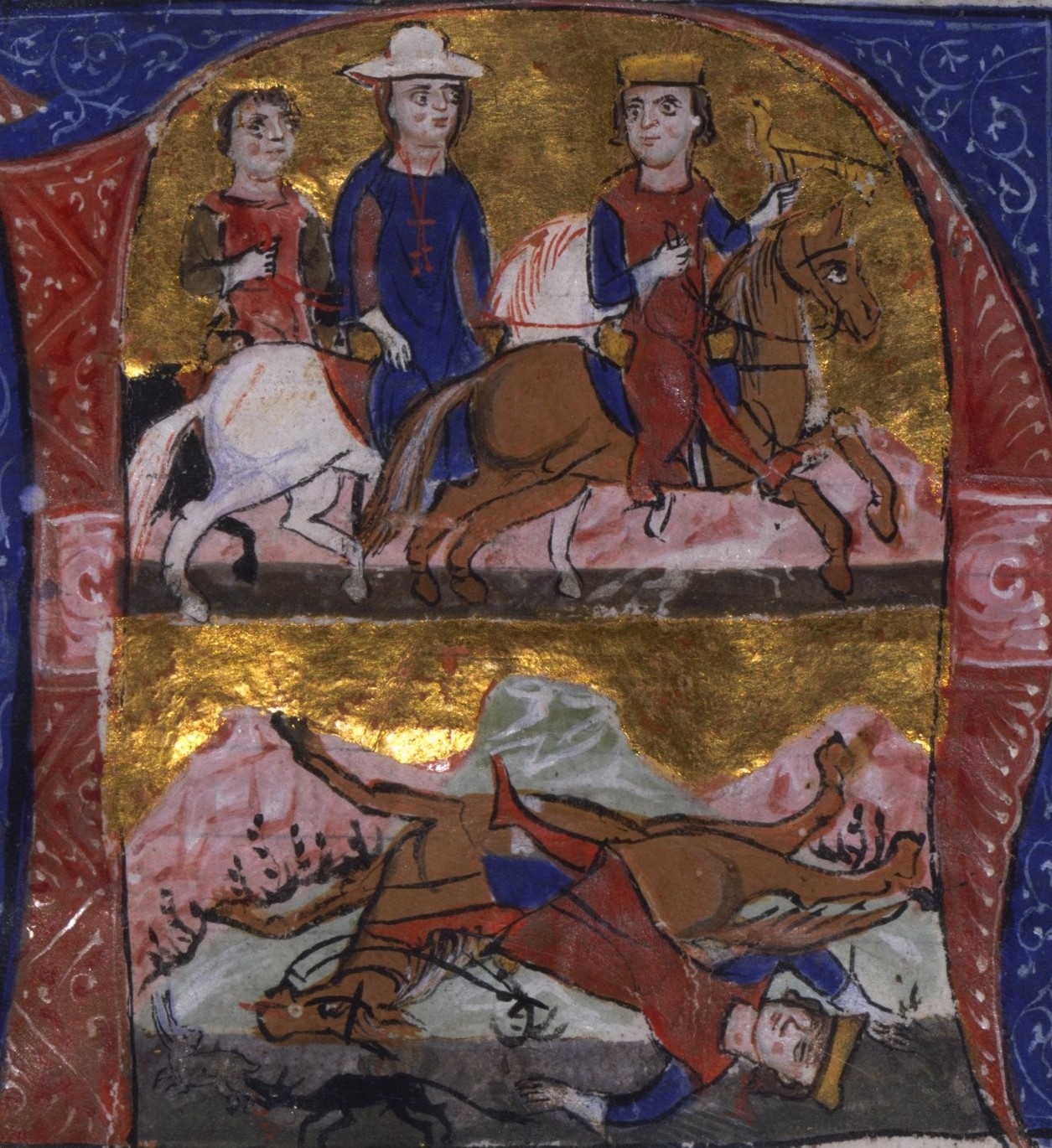
フルク5世の死。

エルサレム王国内でも同様にフルク5世は最初の十字軍以来の同地で生まれ育った第2世代のキリスト教徒から反感を買っていた。これ等の“現地の住民”はメリザンドのはとこで、人気のあるヤッファ伯ユーグ2世（ユーグ2世・デュ・ピュイゼ）に期待を寄せた。彼は王妃メリザンドに極めて忠実だったためフルク5世はライバルと見なし、これを追放するため1134年にメリザンドとの間に不貞があったという理由をつけて告発した。ユーグ2世は反旗を翻し、アスカロンのムスリムと同盟するためにヤッファを彼らに委ねた。ユーグ2世はフルク5世が派遣した軍を打ち破ることに成功したが、この状態を維持することが出来ず、（恐らくはメリザンドの配慮により）総大司教が争いの仲裁に出た。フルク5世は和平に同意し、ユーグ2世は寛大にも王国を3年間追放されただけで済んだ。
しかしながら、暗殺の試みがユーグ2世に対して企てられた。フルク5世やその支持者達に責任があるとは信じられていたが、直接の証拠は決して表に出なかった。醜聞全体はメリザンド一派が宮廷革命にも等しい政権を掌握するのに必要だった。歴史執筆者のベルナルド・ハミルトンはフルク5世の支持者は宮廷で「自らの生命の危険を曝した」と述べる。同時代の歴史執筆者のギヨーム・ド・ティールはフルク5世について「メリザンドの承諾抜きには、どのような取るに足らないことでも、主導権を握ろうとはしなかった」と記した。その結果、メリザンドは、1136年以降は、直接的で疑いようの無いほど政権を掌握した。また、いつだかははっきりとは分からないが、少なくとも1136年以前にフルク5世はメリザンドと和解し、2番目の子供であるアモーリー1世（アマルリック）を儲けた。
1143年、国王夫妻がアッコンに休暇に赴いていた際にフルク5世は狩猟中に亡くなった。ギヨーム・ド・ティールの叙述によれば、フルク5世の馬は躓いて倒れ、その鞍がフルク5世の頭蓋骨を直撃し、「脳が両耳と鼻から飛び出た」。 フルク5世はアッコンに運ばれ、死ぬ前に3日間無意識の状態だった。フルク5世はエルサレムの聖墳墓教会に埋葬された。2人の結婚は対立した状態で始まったが、メリザンドは公と同じくらい私的に喪に服した。フルク5世は、最初の妻との間に出来たジョフロワ5世とメリザンドとの間に出来たボードゥアン3世及びアモーリー1世よりも先に死んだ。
ボードゥアン3世は母と共同統治する形で1143年に王位に就いた。ボードゥアン3世の初期の統治は、1153年に彼自身が政権を掌握するまでは、エルサレムでの立場を巡る母との口論に忙殺されていた。ボードゥアン3世が1162年に嗣子無くして没したことで、弟のアモーリー1世が継承したが、何人かの貴族は彼の妻アニェス・ド・クルトネーに対する反対があった。貴族達はボードゥアン3世がまだ後継者を儲ける能力があった1157年にはアモーリーの結婚に同意していた。しかし、今ではエルサレムの貴族会議  はアニェスとの結婚を取り消さない限り、アモーリー1世の王位を認めるのを拒絶した。アニェスへの敵意は、何十年か後にアニェスによってエルサレム総大司教座 になるのを妨害されたギヨーム・ド・ティールの年代記の誇張によって見受けられる。同様にエルノールのようなギヨームの後継者は、"car telle n'est que roine doie iestre di si haute cite comme de Jherusalem" （そこには都市エルサレムの如き神聖な女王がいなかった）とアニェスの道徳心が低いことを暗示した。 
それにもかかわらず、血縁関係が近いというのは結婚反対の理由になった。アモーリー1世は同意し、妻抜きで登極した、しかしながらアニェスはヤッファ及びアスカロンの女伯の称号を保持し、それらの封土の収入から年金を受け取っていた。教会はアモーリー1世とアニェスの子供達を嫡出とし、かつ相続における彼らの地位を保持できることを規定した。彼女の子ども達を介してアニェスは20年近くもエルサレムに強大な影響力を持ち続けた。アモーリー1世の後をアニェスとの息子であるボードゥアン4世が継承した。
その後アニェスはシドン卿レギナルドと結婚し、アニェスの次の妻であり、王太后となったマリア・コムネナは1177年にバリアン・ディブランと結婚した。アモーリー1世とアニェスとの娘であるシビーユは既に成長しており有力な王位継承権者であったが、一方でアモーリー1世とマリアとの娘であるイザベルも継父の実家であるイブラン家の支援下にあった。
1179年にボードゥアン4世はシビーユとブルゴーニュ公ユーグ3世と結婚させようとしたが、1180年の春までには未だ解決しなかった。トリポリ伯レーモン3世はクーデタを試み、王の姉妹を自身が選んだ現地の候補者（恐らくはボードゥアン・ディブラン（バリアンの兄））と結婚させるのをボードゥアン4世に強要させるためにアンティオキア公ボエモン3世とともにエルサレムへ進軍したこれとは反対に、ボードゥアン4世はシビーユと軍事大臣であるエメリー・ド・リュジニャン（後のアモーリー2世）の弟であるギー・ド・リュジニャンとの結婚を素早く準備した。外国との縁組は外部からの軍事的援助を引き出すのに必要不可欠であった。ギーが臣下の立場にあるべき新フランス王フィリップ2世尊厳王は未成年だったので、シビーユのいとこであるイングランド王ヘンリー2世（ローマ教皇の謝罪のための聖地巡礼の義務を有していた）が役に立った。

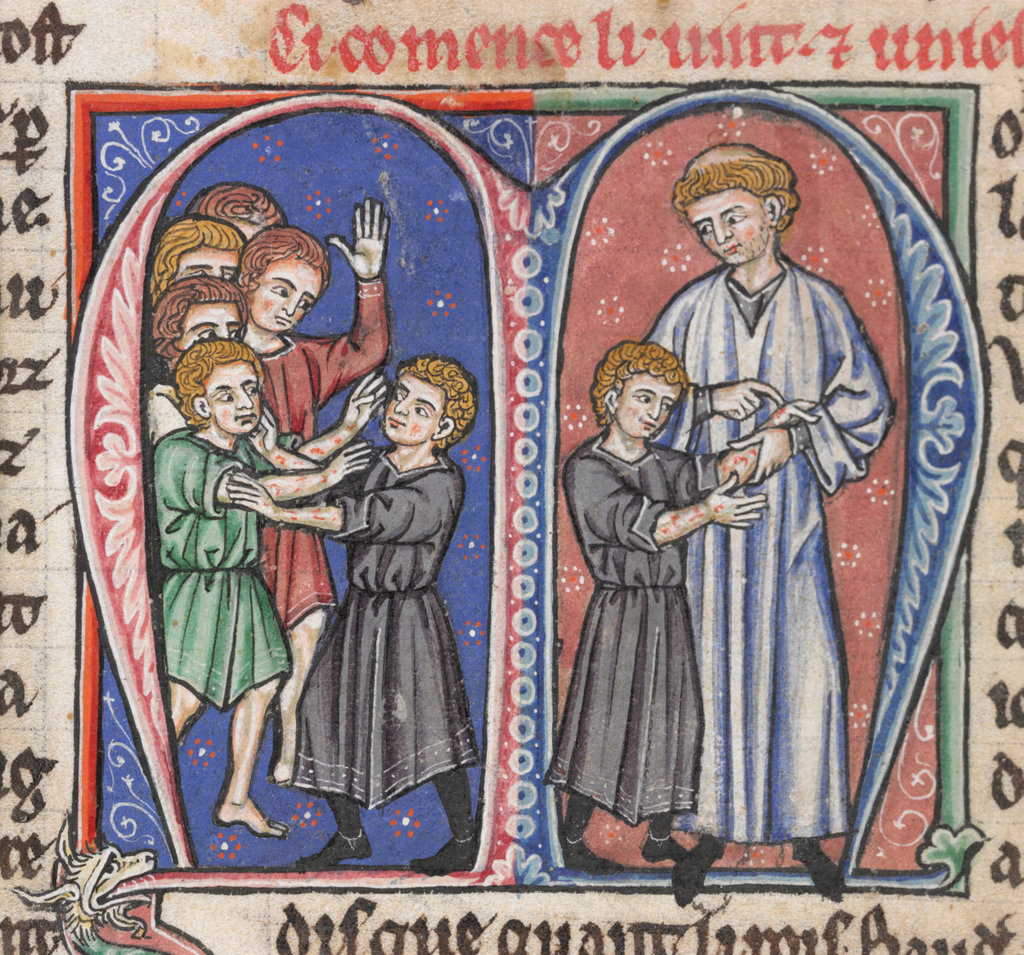
ボードゥアン4世の最初のハンセン病の現れ。

1182年までにボードゥアン4世はハンセン病によって次第に能力が発揮できなくなり、ギーをバイイ（代理人）に任じた。レーモン3世はこのことに反対していたが、数年後にギーがボードゥアン4世の寵愛を失うとバイイに任命され、ベイルートの所有権を与えられた。ボードゥアン4世は次第に、レーモン3世及び貴族会議と次のような合意に達した、つまりシビーユが最初の結婚（ギーとの結婚の前に）で儲けたモンフェラート候ボードゥアンを、シビーユやギーよりも上位の後継者と見做すと。 モンフェラート候はレーモン3世が取り行った儀式下で1183年にボードゥアン5世としてボードゥワン4世の共同王に戴冠した。ボードゥアン5世が幼少期の内に没したら摂政の地位は"継承者としての資格を最も有する"近親の男子（イングランド王、フランス王、神聖ローマ皇帝フリードリヒ1世赤髭王）に移り、ローマ教皇がシビーユとイザベラ間の裁定が出来ると同意された。 "継承者としての資格を最も有する"者の名は明記されていない。
ボードゥアン4世は1185年の春に死去し、彼の甥（5世）が王位を継いだ。レーモン3世はバイイだったが、ボードゥアン5世の個人的な保護者の地位を、彼の母方の大叔父であるエデッサ伯ジョスラン3世に譲った、というのも、頑健でない少年王がもし死んだ場合に疑惑を引き付けたくないという理由でだった。ボードゥアン5世は1186年夏にアッコンで死去した。両サイドともボードゥアン4世の意思に注意を払った。
葬儀の後、ジョスラン3世は、シビーユを彼女の兄弟の後継者に指名した、とはいえシビーユは、かつての彼女の父親が彼女の母親と分かれさせられたのと同じように、ギーとの離婚に同意させられた。ただし、新しい夫君（王配）を彼女自身が選べるという条件を保障された上で。一旦戴冠すると、シビーユは直ちにギーを戴冠させた。一方、レーモン3世はバリアンとマリアの拠点であるナーブルスに赴き、王女イザベラとイブラン家に忠実な全ての貴族を召集した。レーモン3世はイザベラとその夫であるオンフロワ4世を王位に就けたかった。しかしながらオンフロワ4世は舅のルノー・ド・シャティヨンがギーの同盟者であることから彼を見捨て、 ギーとシビーユに忠誠を誓った。

### エルサレム君主一覧
- メリザンドとフルク5世 (1131年–1153年)

フルク5世は1136年以降に影響力を失い、1143年に死去した。メリザンドは法律上の権利を駆使して統治した。
- ボードゥアン3世 (1143年–1162年, 1143年にメリザンドの共同統治及び相続人として戴冠、1153年に全権を主張。メリザンドは摂政及び助言者, 1154年–1161年)
- アモーリー1世 (1162年–1174年)
- ボードゥアン4世 (1174年–1185年, レーモン3世 - 摂政, 1174年–1177年,ギー・ド・リュジニャン, 摂政, 1183年–1184年)
- ボードゥアン5世 (1185年–1186年), レーモン3世(摂政, 1185年–1186年)
- シビーユとギー・ド・リュジニャン (1186年–1190年)

エルサレムは1187年に喪失し、シビーユは1190年に死去したが、ギーは王位の譲渡を拒否した。王位は1192年まで争われ、以降は国王はごく僅かな海岸部の狭部を支配した。
- イザベル1世 (1192年–1205年)
  - と コンラート1世 (1192年)
  - と アンリ1世 (1192年–1197年)
  - と アモーリー2世 (1197年–1205年)

エルサレムのガティネ家はイザベルの死で断絶した。サラセン人による征服まで幾人かがエルサレム国王の地位を巡って争った。しかし、 ウトルメール（十字軍の支配下でのエルサレムの名称。フランス語で『海外』の意）がサラセン人によって失われたにもかかわらず、エルサレム国王の称号は幾つかの世代に引き継がれ、今日のヨーロッパの君主のほとんど全てがこの称号を用いている。

### イングランドのガティネ家
フルク5世がエルサレム女王メリザンドと結婚する際にアンジュー伯位を譲った息子ジョフロワ5世は、1128年にイングランド王ヘンリー1世の娘マティルダと結婚した。マティルダは1114年に神聖ローマ皇帝ハインリヒ5世と結婚したが1125年に夫と死別し、唯一の男子後継者ウィリアムを1120年に失っていた父ヘンリー1世からイングランド王位継承者に定められ、イングランドに戻ってきており、ジョフロア5世より9歳年上であった。1133年にマティルダは男子アンリを産んだが、この男子がのちにイングランド王ヘンリー2世となる。父ヘンリー1世より後継者に定められ、貴族からも臣従の誓いを受けていたマティルダであったが、ヘンリー1世の死後にイングランド王となったのは、従兄にあたるブロワ家のスティーブンであった。スティーブンが王位とともに継承したノルマンディー公領に関しては、1144年にジョフロワが獲得し、1151年のジョフロワの死により息子アンリに継承された。イングランド王位をめぐって、マティルダ（およびガティネ家）とスティーブンの間で争いが続いたが、1153年にスティーブンの後継者ウスタシュが死去したこともあり、同年、スティーブンはウォーリングフォードで講和を結び、ガティネ家のアンリを自らの後継者とした。翌1154年10月25日スティーブンが死去し、アンリはヘンリー2世としてイングランド王位に就いた。以後、1485年にリチャード3世がボズワースの戦いで戦死するまで、プランタジネット朝、ランカスター朝、ヨーク朝と3つの王朝を通して男系でガティネ家がイングランド王位を継承した。

## 系図
|  |  |                                                                      |                                                                      |                                                                      |                                                                      |                                                                      |                                                                      |                          |                          |                            |                            |                            |                            |                                            |                                            |                                            |                                            | アンジェルジェ家                                  |                                                   |                                                   |                                                   |                                                   |                                                   |                            |                            |                                     |                                     |                                     |                                     |                                     |                                     |                                    |                                    |                                                                |                                                                |                                                                |                                                                |                                                                |                                                                |                            |                            |                            |                            |                          |                          |                          |                          |                        |                        |                        |                        |  |  |                              |                              |                              |                              |                              |                              |  |  |                            |                            |                            |                            |                            |                            |                       |                       |                                  |                                  |                                  |                                  |                                     |                                     |                                     |                                     |                                     |                                     |  |  |
|  |  |                                                                      |                                                                      |                                                                      |                                                                      |                                                                      |                                                                      |                          |                          |                            |                            |                            |                            |                                            |                                            |                                            |                                            |                                                   |                                                   |                                                   |                                                   |                                                   |                                                   |                            |                            |                                     |                                     |                                     |                                     |                                     |                                     |                                    |                                    |                                                                |                                                                |                                                                |                                                                |                                                                |                                                                |                            |                            |                            |                            |                          |                          |                          |                          |                        |                        |                        |                        |  |  |                              |                              |                              |                              |                              |                              |  |  |                            |                            |                            |                            |                            |                            |                       |                       |                                  |                                  |                                  |                                  |                                     |                                     |                                     |                                     |                                     |                                     |  |  |
|  |  |                                                                      |                                                                      |                                                                      |                                                                      |                                                                      |                                                                      |                          |                          |                            |                            |                            |                            |                                            |                                            |                                            |                                            |                                                   |                                                   |                                                   |                                                   |                                                   |                                                   |                            |                            |                                     |                                     |                                     |                                     |                                     |                                     |                                    |                                    |                                                                |                                                                |                                                                |                                                                |                                                                |                                                                |                            |                            |                            |                            |                          |                          |                          |                          |                        |                        |                        |                        |  |  |                              |                              |                              |                              |                              |                              |  |  |                            |                            |                            |                            |                            |                            |                       |                       |                                  |                                  |                                  |                                  |                                     |                                     |                                     |                                     |                                     |                                     |  |  |
|  |  |                                                                      |                                                                      |                                                                      |                                                                      | ジョフロワ2世 ガティネ伯                                             | ジョフロワ2世 ガティネ伯                                             | ジョフロワ2世 ガティネ伯 | ジョフロワ2世 ガティネ伯 | ジョフロワ2世 ガティネ伯   | ジョフロワ2世 ガティネ伯   |                            |                            | エルマンガルド                             | エルマンガルド                             | エルマンガルド                             | エルマンガルド                             | エルマンガルド                                    | エルマンガルド                                    |                                                   |                                                   | ジョフロワ2世 アンジュー伯                        | ジョフロワ2世 アンジュー伯                        | ジョフロワ2世 アンジュー伯 | ジョフロワ2世 アンジュー伯 | ジョフロワ2世 アンジュー伯          | ジョフロワ2世 アンジュー伯          |                                     |                                     |                                     |                                     |                                    |                                    |                                                                |                                                                |                                                                |                                                                |                                                                |                                                                |                            |                            |                            |                            |                          |                          |                          |                          |                        |                        |                        |                        |  |  |                              |                              |                              |                              |                              |                              |  |  |                            |                            |                            |                            |                            |                            |                       |                       |                                  |                                  |                                  |                                  |                                     |                                     |                                     |                                     |                                     |                                     |  |  |
|  |  |                                                                      |                                                                      |                                                                      |                                                                      | ジョフロワ2世 ガティネ伯                                             | ジョフロワ2世 ガティネ伯                                             | ジョフロワ2世 ガティネ伯 | ジョフロワ2世 ガティネ伯 | ジョフロワ2世 ガティネ伯   | ジョフロワ2世 ガティネ伯   |                            |                            | エルマンガルド                             | エルマンガルド                             | エルマンガルド                             | エルマンガルド                             | エルマンガルド                                    | エルマンガルド                                    |                                                   |                                                   | ジョフロワ2世 アンジュー伯                        | ジョフロワ2世 アンジュー伯                        | ジョフロワ2世 アンジュー伯 | ジョフロワ2世 アンジュー伯 | ジョフロワ2世 アンジュー伯          | ジョフロワ2世 アンジュー伯          |                                     |                                     |                                     |                                     |                                    |                                    |                                                                |                                                                |                                                                |                                                                |                                                                |                                                                |                            |                            |                            |                            |                          |                          |                          |                          |                        |                        |                        |                        |  |  |                              |                              |                              |                              |                              |                              |  |  |                            |                            |                            |                            |                            |                            |                       |                       |                                  |                                  |                                  |                                  |                                     |                                     |                                     |                                     |                                     |                                     |  |  |
|  |  |                                                                      |                                                                      |                                                                      |                                                                      |                                                                      |                                                                      |                          |                          |                            |                            |                            |                            |                                            |                                            |                                            |                                            |                                                   |                                                   |                                                   |                                                   |                                                   |                                                   |                            |                            |                                     |                                     |                                     |                                     |                                     |                                     |                                    |                                    |                                                                |                                                                |                                                                |                                                                |                                                                |                                                                |                            |                            |                            |                            |                          |                          |                          |                          |                        |                        |                        |                        |  |  |                              |                              |                              |                              |                              |                              |  |  |                            |                            |                            |                            |                            |                            |                       |                       |                                  |                                  |                                  |                                  |                                     |                                     |                                     |                                     |                                     |                                     |  |  |
|  |  |                                                                      |                                                                      |                                                                      |                                                                      |                                                                      |                                                                      |                          |                          |                            |                            |                            |                            |                                            |                                            |                                            |                                            |                                                   |                                                   |                                                   |                                                   |                                                   |                                                   |                            |                            |                                     |                                     |                                     |                                     |                                     |                                     |                                    |                                    |                                                                |                                                                |                                                                |                                                                |                                                                |                                                                |                            |                            |                            |                            |                          |                          |                          |                          |                        |                        |                        |                        |  |  |                              |                              |                              |                              |                              |                              |  |  |                            |                            |                            |                            |                            |                            |                       |                       |                                  |                                  |                                  |                                  |                                     |                                     |                                     |                                     |                                     |                                     |  |  |
|  |  | ジョフロワ3世 アンジュー伯                                           | ジョフロワ3世 アンジュー伯                                           | ジョフロワ3世 アンジュー伯                                           | ジョフロワ3世 アンジュー伯                                           | ジョフロワ3世 アンジュー伯                                           | ジョフロワ3世 アンジュー伯                                           |                          |                          |                            |                            |                            |                            |                                            |                                            |                                            |                                            | フルク4世 アンジュー伯                            | フルク4世 アンジュー伯                            | フルク4世 アンジュー伯                            | フルク4世 アンジュー伯                            | フルク4世 アンジュー伯                            | フルク4世 アンジュー伯                            |                            |                            |                                     |                                     |                                     |                                     |                                     |                                     |                                    |                                    | ベルトラード・ド・モンフォール （モンフォール領主シモン1世娘） | ベルトラード・ド・モンフォール （モンフォール領主シモン1世娘） | ベルトラード・ド・モンフォール （モンフォール領主シモン1世娘） | ベルトラード・ド・モンフォール （モンフォール領主シモン1世娘） | ベルトラード・ド・モンフォール （モンフォール領主シモン1世娘） | ベルトラード・ド・モンフォール （モンフォール領主シモン1世娘） |                            |                            | フィリップ1世 フランス王   | フィリップ1世 フランス王   | フィリップ1世 フランス王 | フィリップ1世 フランス王 | フィリップ1世 フランス王 | フィリップ1世 フランス王 |                        |                        |                        |                        |  |  |                              |                              |                              |                              |                              |                              |  |  |                            |                            |                            |                            |                            |                            |                       |                       |                                  |                                  |                                  |                                  |                                     |                                     |                                     |                                     |                                     |                                     |  |  |
|  |  | ジョフロワ3世 アンジュー伯                                           | ジョフロワ3世 アンジュー伯                                           | ジョフロワ3世 アンジュー伯                                           | ジョフロワ3世 アンジュー伯                                           | ジョフロワ3世 アンジュー伯                                           | ジョフロワ3世 アンジュー伯                                           |                          |                          |                            |                            |                            |                            |                                            |                                            |                                            |                                            | フルク4世 アンジュー伯                            | フルク4世 アンジュー伯                            | フルク4世 アンジュー伯                            | フルク4世 アンジュー伯                            | フルク4世 アンジュー伯                            | フルク4世 アンジュー伯                            |                            |                            |                                     |                                     |                                     |                                     |                                     |                                     |                                    |                                    | ベルトラード・ド・モンフォール （モンフォール領主シモン1世娘） | ベルトラード・ド・モンフォール （モンフォール領主シモン1世娘） | ベルトラード・ド・モンフォール （モンフォール領主シモン1世娘） | ベルトラード・ド・モンフォール （モンフォール領主シモン1世娘） | ベルトラード・ド・モンフォール （モンフォール領主シモン1世娘） | ベルトラード・ド・モンフォール （モンフォール領主シモン1世娘） |                            |                            | フィリップ1世 フランス王   | フィリップ1世 フランス王   | フィリップ1世 フランス王 | フィリップ1世 フランス王 | フィリップ1世 フランス王 | フィリップ1世 フランス王 |                        |                        |                        |                        |  |  |                              |                              |                              |                              |                              |                              |  |  |                            |                            |                            |                            |                            |                            |                       |                       |                                  |                                  |                                  |                                  |                                     |                                     |                                     |                                     |                                     |                                     |  |  |
|  |  |                                                                      |                                                                      |                                                                      |                                                                      |                                                                      |                                                                      |                          |                          |                            |                            |                            |                            |                                            |                                            |                                            |                                            |                                                   |                                                   |                                                   |                                                   |                                                   |                                                   |                            |                            |                                     |                                     |                                     |                                     |                                     |                                     |                                    |                                    |                                                                |                                                                |                                                                |                                                                |                                                                |                                                                |                            |                            |                            |                            |                          |                          |                          |                          |                        |                        |                        |                        |  |  |                              |                              |                              |                              |                              |                              |  |  |                            |                            |                            |                            |                            |                            |                       |                       |                                  |                                  |                                  |                                  |                                     |                                     |                                     |                                     |                                     |                                     |  |  |
|  |  |                                                                      |                                                                      |                                                                      |                                                                      |                                                                      |                                                                      |                          |                          |                            |                            |                            |                            |                                            |                                            |                                            |                                            |                                                   |                                                   |                                                   |                                                   |                                                   |                                                   |                            |                            |                                     |                                     |                                     |                                     |                                     |                                     |                                    |                                    |                                                                |                                                                |                                                                |                                                                |                                                                |                                                                |                            |                            |                            |                            |                          |                          |                          |                          |                        |                        |                        |                        |  |  |                              |                              |                              |                              |                              |                              |  |  |                            |                            |                            |                            |                            |                            |                       |                       |                                  |                                  |                                  |                                  |                                     |                                     |                                     |                                     |                                     |                                     |  |  |
|  |  | エルマンガルド 1＝アキテーヌ公ギヨーム9世 2＝ブルターニュ公アラン4世 | エルマンガルド 1＝アキテーヌ公ギヨーム9世 2＝ブルターニュ公アラン4世 | エルマンガルド 1＝アキテーヌ公ギヨーム9世 2＝ブルターニュ公アラン4世 | エルマンガルド 1＝アキテーヌ公ギヨーム9世 2＝ブルターニュ公アラン4世 | エルマンガルド 1＝アキテーヌ公ギヨーム9世 2＝ブルターニュ公アラン4世 | エルマンガルド 1＝アキテーヌ公ギヨーム9世 2＝ブルターニュ公アラン4世 |                          |                          | ジョフロワ4世 アンジュー伯 | ジョフロワ4世 アンジュー伯 | ジョフロワ4世 アンジュー伯 | ジョフロワ4世 アンジュー伯 | ジョフロワ4世 アンジュー伯                 | ジョフロワ4世 アンジュー伯                 |                                            |                                            | エランブルジュ メーヌ女伯 （メーヌ伯エリー1世娘） | エランブルジュ メーヌ女伯 （メーヌ伯エリー1世娘） | エランブルジュ メーヌ女伯 （メーヌ伯エリー1世娘） | エランブルジュ メーヌ女伯 （メーヌ伯エリー1世娘） | エランブルジュ メーヌ女伯 （メーヌ伯エリー1世娘） | エランブルジュ メーヌ女伯 （メーヌ伯エリー1世娘） |                            |                            | フルク5世 アンジュー伯 エルサレム王 | フルク5世 アンジュー伯 エルサレム王 | フルク5世 アンジュー伯 エルサレム王 | フルク5世 アンジュー伯 エルサレム王 | フルク5世 アンジュー伯 エルサレム王 | フルク5世 アンジュー伯 エルサレム王 |                                    |                                    | メリザンド エルサレム女王                                      | メリザンド エルサレム女王                                      | メリザンド エルサレム女王                                      | メリザンド エルサレム女王                                      | メリザンド エルサレム女王                                      | メリザンド エルサレム女王                                      |                            |                            |                            |                            |                          |                          |                          |                          |                        |                        |                        |                        |  |  |                              |                              |                              |                              |                              |                              |  |  |                            |                            |                            |                            |                            |                            |                       |                       |                                  |                                  |                                  |                                  |                                     |                                     |                                     |                                     |                                     |                                     |  |  |
|  |  | エルマンガルド 1＝アキテーヌ公ギヨーム9世 2＝ブルターニュ公アラン4世 | エルマンガルド 1＝アキテーヌ公ギヨーム9世 2＝ブルターニュ公アラン4世 | エルマンガルド 1＝アキテーヌ公ギヨーム9世 2＝ブルターニュ公アラン4世 | エルマンガルド 1＝アキテーヌ公ギヨーム9世 2＝ブルターニュ公アラン4世 | エルマンガルド 1＝アキテーヌ公ギヨーム9世 2＝ブルターニュ公アラン4世 | エルマンガルド 1＝アキテーヌ公ギヨーム9世 2＝ブルターニュ公アラン4世 |                          |                          | ジョフロワ4世 アンジュー伯 | ジョフロワ4世 アンジュー伯 | ジョフロワ4世 アンジュー伯 | ジョフロワ4世 アンジュー伯 | ジョフロワ4世 アンジュー伯                 | ジョフロワ4世 アンジュー伯                 |                                            |                                            | エランブルジュ メーヌ女伯 （メーヌ伯エリー1世娘） | エランブルジュ メーヌ女伯 （メーヌ伯エリー1世娘） | エランブルジュ メーヌ女伯 （メーヌ伯エリー1世娘） | エランブルジュ メーヌ女伯 （メーヌ伯エリー1世娘） | エランブルジュ メーヌ女伯 （メーヌ伯エリー1世娘） | エランブルジュ メーヌ女伯 （メーヌ伯エリー1世娘） |                            |                            | フルク5世 アンジュー伯 エルサレム王 | フルク5世 アンジュー伯 エルサレム王 | フルク5世 アンジュー伯 エルサレム王 | フルク5世 アンジュー伯 エルサレム王 | フルク5世 アンジュー伯 エルサレム王 | フルク5世 アンジュー伯 エルサレム王 |                                    |                                    | メリザンド エルサレム女王                                      | メリザンド エルサレム女王                                      | メリザンド エルサレム女王                                      | メリザンド エルサレム女王                                      | メリザンド エルサレム女王                                      | メリザンド エルサレム女王                                      |                            |                            |                            |                            |                          |                          |                          |                          |                        |                        |                        |                        |  |  |                              |                              |                              |                              |                              |                              |  |  |                            |                            |                            |                            |                            |                            |                       |                       |                                  |                                  |                                  |                                  |                                     |                                     |                                     |                                     |                                     |                                     |  |  |
|  |  |                                                                      |                                                                      |                                                                      |                                                                      |                                                                      |                                                                      |                          |                          |                            |                            |                            |                            |                                            |                                            |                                            |                                            |                                                   |                                                   |                                                   |                                                   |                                                   |                                                   |                            |                            |                                     |                                     |                                     |                                     |                                     |                                     |                                    |                                    |                                                                |                                                                |                                                                |                                                                |                                                                |                                                                |                            |                            |                            |                            |                          |                          |                          |                          |                        |                        |                        |                        |  |  |                              |                              |                              |                              |                              |                              |  |  |                            |                            |                            |                            |                            |                            |                       |                       |                                  |                                  |                                  |                                  |                                     |                                     |                                     |                                     |                                     |                                     |  |  |
|  |  |                                                                      |                                                                      |                                                                      |                                                                      |                                                                      |                                                                      |                          |                          |                            |                            |                            |                            |                                            |                                            |                                            |                                            |                                                   |                                                   |                                                   |                                                   |                                                   |                                                   |                            |                            |                                     |                                     |                                     |                                     |                                     |                                     |                                    |                                    |                                                                |                                                                |                                                                |                                                                |                                                                |                                                                |                            |                            |                            |                            |                          |                          |                          |                          |                        |                        |                        |                        |  |  |                              |                              |                              |                              |                              |                              |  |  |                            |                            |                            |                            |                            |                            |                       |                       |                                  |                                  |                                  |                                  |                                     |                                     |                                     |                                     |                                     |                                     |  |  |
|  |  |                                                                      |                                                                      |                                                                      |                                                                      |                                                                      |                                                                      |                          |                          |                            |                            |                            |                            | マティルダ （イングランド王ヘンリー1世娘） | マティルダ （イングランド王ヘンリー1世娘） | マティルダ （イングランド王ヘンリー1世娘） | マティルダ （イングランド王ヘンリー1世娘） | マティルダ （イングランド王ヘンリー1世娘）        | マティルダ （イングランド王ヘンリー1世娘）        |                                                   |                                                   | ジョフロワ5世 アンジュー伯                        | ジョフロワ5世 アンジュー伯                        | ジョフロワ5世 アンジュー伯 | ジョフロワ5世 アンジュー伯 | ジョフロワ5世 アンジュー伯          | ジョフロワ5世 アンジュー伯          |                                     |                                     | ボードゥアン3世 エルサレム王        | ボードゥアン3世 エルサレム王        | ボードゥアン3世 エルサレム王       | ボードゥアン3世 エルサレム王       | ボードゥアン3世 エルサレム王                                   | ボードゥアン3世 エルサレム王                                   |                                                                |                                                                | アモーリー1世 エルサレム王                                     | アモーリー1世 エルサレム王                                     | アモーリー1世 エルサレム王 | アモーリー1世 エルサレム王 | アモーリー1世 エルサレム王 | アモーリー1世 エルサレム王 |                          |                          |                          |                          |                        |                        |                        |                        |  |  |                              |                              |                              |                              |                              |                              |  |  |                            |                            |                            |                            |                            |                            |                       |                       |                                  |                                  |                                  |                                  |                                     |                                     |                                     |                                     |                                     |                                     |  |  |
|  |  |                                                                      |                                                                      |                                                                      |                                                                      |                                                                      |                                                                      |                          |                          |                            |                            |                            |                            | マティルダ （イングランド王ヘンリー1世娘） | マティルダ （イングランド王ヘンリー1世娘） | マティルダ （イングランド王ヘンリー1世娘） | マティルダ （イングランド王ヘンリー1世娘） | マティルダ （イングランド王ヘンリー1世娘）        | マティルダ （イングランド王ヘンリー1世娘）        |                                                   |                                                   | ジョフロワ5世 アンジュー伯                        | ジョフロワ5世 アンジュー伯                        | ジョフロワ5世 アンジュー伯 | ジョフロワ5世 アンジュー伯 | ジョフロワ5世 アンジュー伯          | ジョフロワ5世 アンジュー伯          |                                     |                                     | ボードゥアン3世 エルサレム王        | ボードゥアン3世 エルサレム王        | ボードゥアン3世 エルサレム王       | ボードゥアン3世 エルサレム王       | ボードゥアン3世 エルサレム王                                   | ボードゥアン3世 エルサレム王                                   |                                                                |                                                                | アモーリー1世 エルサレム王                                     | アモーリー1世 エルサレム王                                     | アモーリー1世 エルサレム王 | アモーリー1世 エルサレム王 | アモーリー1世 エルサレム王 | アモーリー1世 エルサレム王 |                          |                          |                          |                          |                        |                        |                        |                        |  |  |                              |                              |                              |                              |                              |                              |  |  |                            |                            |                            |                            |                            |                            |                       |                       |                                  |                                  |                                  |                                  |                                     |                                     |                                     |                                     |                                     |                                     |  |  |
|  |  |                                                                      |                                                                      |                                                                      |                                                                      |                                                                      |                                                                      |                          |                          |                            |                            |                            |                            |                                            |                                            |                                            |                                            |                                                   |                                                   |                                                   |                                                   |                                                   |                                                   |                            |                            |                                     |                                     |                                     |                                     |                                     |                                     |                                    |                                    |                                                                |                                                                |                                                                |                                                                |                                                                |                                                                |                            |                            |                            |                            |                          |                          |                          |                          |                        |                        |                        |                        |  |  |                              |                              |                              |                              |                              |                              |  |  |                            |                            |                            |                            |                            |                            |                       |                       |                                  |                                  |                                  |                                  |                                     |                                     |                                     |                                     |                                     |                                     |  |  |
|  |  |                                                                      |                                                                      |                                                                      |                                                                      |                                                                      |                                                                      |                          |                          |                            |                            |                            |                            |                                            |                                            |                                            |                                            |                                                   |                                                   |                                                   |                                                   |                                                   |                                                   |                            |                            |                                     |                                     |                                     |                                     |                                     |                                     |                                    |                                    |                                                                |                                                                |                                                                |                                                                |                                                                |                                                                |                            |                            |                            |                            |                          |                          |                          |                          |                        |                        |                        |                        |  |  |                              |                              |                              |                              |                              |                              |  |  |                            |                            |                            |                            |                            |                            |                       |                       |                                  |                                  |                                  |                                  |                                     |                                     |                                     |                                     |                                     |                                     |  |  |
|  |  |                                                                      |                                                                      |                                                                      |                                                                      |                                                                      |                                                                      |                          |                          |                            |                            |                            |                            |                                            |                                            |                                            |                                            | ヘンリー2世 イングランド王                        | ヘンリー2世 イングランド王                        | ヘンリー2世 イングランド王                        | ヘンリー2世 イングランド王                        | ヘンリー2世 イングランド王                        | ヘンリー2世 イングランド王                        |                            |                            |                                     |                                     |                                     |                                     | グリエルモ・ディ・モンフェッラート  | グリエルモ・ディ・モンフェッラート  | グリエルモ・ディ・モンフェッラート | グリエルモ・ディ・モンフェッラート | グリエルモ・ディ・モンフェッラート                             | グリエルモ・ディ・モンフェッラート                             |                                                                |                                                                | シビーユ エルサレム女王                                        | シビーユ エルサレム女王                                        | シビーユ エルサレム女王    | シビーユ エルサレム女王    | シビーユ エルサレム女王    | シビーユ エルサレム女王    |                          |                          | ギー・ド・リュジニャン   | ギー・ド・リュジニャン   | ギー・ド・リュジニャン | ギー・ド・リュジニャン | ギー・ド・リュジニャン | ギー・ド・リュジニャン |  |  | ボードゥアン4世 エルサレム王 | ボードゥアン4世 エルサレム王 | ボードゥアン4世 エルサレム王 | ボードゥアン4世 エルサレム王 | ボードゥアン4世 エルサレム王 | ボードゥアン4世 エルサレム王 |  |  | イザベル1世 エルサレム女王 | イザベル1世 エルサレム女王 | イザベル1世 エルサレム女王 | イザベル1世 エルサレム女王 | イザベル1世 エルサレム女王 | イザベル1世 エルサレム女王 |                       |                       | コンラート1世 モンフェッラート侯 | コンラート1世 モンフェッラート侯 | コンラート1世 モンフェッラート侯 | コンラート1世 モンフェッラート侯 | コンラート1世 モンフェッラート侯    | コンラート1世 モンフェッラート侯    |                                     |                                     |                                     |                                     |  |  |
|  |  |                                                                      |                                                                      |                                                                      |                                                                      |                                                                      |                                                                      |                          |                          |                            |                            |                            |                            |                                            |                                            |                                            |                                            | ヘンリー2世 イングランド王                        | ヘンリー2世 イングランド王                        | ヘンリー2世 イングランド王                        | ヘンリー2世 イングランド王                        | ヘンリー2世 イングランド王                        | ヘンリー2世 イングランド王                        |                            |                            |                                     |                                     |                                     |                                     | グリエルモ・ディ・モンフェッラート  | グリエルモ・ディ・モンフェッラート  | グリエルモ・ディ・モンフェッラート | グリエルモ・ディ・モンフェッラート | グリエルモ・ディ・モンフェッラート                             | グリエルモ・ディ・モンフェッラート                             |                                                                |                                                                | シビーユ エルサレム女王                                        | シビーユ エルサレム女王                                        | シビーユ エルサレム女王    | シビーユ エルサレム女王    | シビーユ エルサレム女王    | シビーユ エルサレム女王    |                          |                          | ギー・ド・リュジニャン   | ギー・ド・リュジニャン   | ギー・ド・リュジニャン | ギー・ド・リュジニャン | ギー・ド・リュジニャン | ギー・ド・リュジニャン |  |  | ボードゥアン4世 エルサレム王 | ボードゥアン4世 エルサレム王 | ボードゥアン4世 エルサレム王 | ボードゥアン4世 エルサレム王 | ボードゥアン4世 エルサレム王 | ボードゥアン4世 エルサレム王 |  |  | イザベル1世 エルサレム女王 | イザベル1世 エルサレム女王 | イザベル1世 エルサレム女王 | イザベル1世 エルサレム女王 | イザベル1世 エルサレム女王 | イザベル1世 エルサレム女王 |                       |                       | コンラート1世 モンフェッラート侯 | コンラート1世 モンフェッラート侯 | コンラート1世 モンフェッラート侯 | コンラート1世 モンフェッラート侯 | コンラート1世 モンフェッラート侯    | コンラート1世 モンフェッラート侯    |                                     |                                     |                                     |                                     |  |  |
|  |  |                                                                      |                                                                      |                                                                      |                                                                      |                                                                      |                                                                      |                          |                          |                            |                            |                            |                            |                                            |                                            |                                            |                                            |                                                   |                                                   |                                                   |                                                   |                                                   |                                                   |                            |                            |                                     |                                     |                                     |                                     |                                     |                                     |                                    |                                    |                                                                |                                                                |                                                                |                                                                |                                                                |                                                                |                            |                            |                            |                            |                          |                          |                          |                          |                        |                        |                        |                        |  |  |                              |                              |                              |                              |                              |                              |  |  |                            |                            |                            |                            |                            |                            |                       |                       |                                  |                                  |                                  |                                  |                                     |                                     |                                     |                                     |                                     |                                     |  |  |
|  |  |                                                                      |                                                                      |                                                                      |                                                                      |                                                                      |                                                                      |                          |                          |                            |                            |                            |                            |                                            |                                            |                                            |                                            | プランタジネット朝                                | プランタジネット朝                                | プランタジネット朝                                | プランタジネット朝                                | プランタジネット朝                                | プランタジネット朝                                |                            |                            |                                     |                                     |                                     |                                     |                                     |                                     |                                    |                                    | ボードゥアン5世 エルサレム王                                   | ボードゥアン5世 エルサレム王                                   | ボードゥアン5世 エルサレム王                                   | ボードゥアン5世 エルサレム王                                   | ボードゥアン5世 エルサレム王                                   | ボードゥアン5世 エルサレム王                                   |                            |                            |                            |                            |                          |                          |                          |                          |                        |                        |                        |                        |  |  |                              |                              |                              |                              |                              |                              |  |  |                            |                            |                            |                            | マリー エルサレム女王      | マリー エルサレム女王      | マリー エルサレム女王 | マリー エルサレム女王 | マリー エルサレム女王            | マリー エルサレム女王            |                                  |                                  | ジャン・ド・ブリエンヌ エルサレム王 | ジャン・ド・ブリエンヌ エルサレム王 | ジャン・ド・ブリエンヌ エルサレム王 | ジャン・ド・ブリエンヌ エルサレム王 | ジャン・ド・ブリエンヌ エルサレム王 | ジャン・ド・ブリエンヌ エルサレム王 |  |  |
|  |  |                                                                      |                                                                      |                                                                      |                                                                      |                                                                      |                                                                      |                          |                          |                            |                            |                            |                            |                                            |                                            |                                            |                                            | プランタジネット朝                                | プランタジネット朝                                | プランタジネット朝                                | プランタジネット朝                                | プランタジネット朝                                | プランタジネット朝                                |                            |                            |                                     |                                     |                                     |                                     |                                     |                                     |                                    |                                    | ボードゥアン5世 エルサレム王                                   | ボードゥアン5世 エルサレム王                                   | ボードゥアン5世 エルサレム王                                   | ボードゥアン5世 エルサレム王                                   | ボードゥアン5世 エルサレム王                                   | ボードゥアン5世 エルサレム王                                   |                            |                            |                            |                            |                          |                          |                          |                          |                        |                        |                        |                        |  |  |                              |                              |                              |                              |                              |                              |  |  |                            |                            |                            |                            | マリー エルサレム女王      | マリー エルサレム女王      | マリー エルサレム女王 | マリー エルサレム女王 | マリー エルサレム女王            | マリー エルサレム女王            |                                  |                                  | ジャン・ド・ブリエンヌ エルサレム王 | ジャン・ド・ブリエンヌ エルサレム王 | ジャン・ド・ブリエンヌ エルサレム王 | ジャン・ド・ブリエンヌ エルサレム王 | ジャン・ド・ブリエンヌ エルサレム王 | ジャン・ド・ブリエンヌ エルサレム王 |  |  |
|  |  |                                                                      |                                                                      |                                                                      |                                                                      |                                                                      |                                                                      |                          |                          |                            |                            |                            |                            |                                            |                                            |                                            |                                            |                                                   |                                                   |                                                   |                                                   |                                                   |                                                   |                            |                            |                                     |                                     |                                     |                                     |                                     |                                     |                                    |                                    |                                                                |                                                                |                                                                |                                                                |                                                                |                                                                |                            |                            |                            |                            |                          |                          |                          |                          |                        |                        |                        |                        |  |  |                              |                              |                              |                              |                              |                              |  |  |                            |                            |                            |                            |                            |                            |                       |                       |                                  |                                  |                                  |                                  |                                     |                                     |                                     |                                     |                                     |                                     |  |  |
|  |  |                                                                      |                                                                      |                                                                      |                                                                      |                                                                      |                                                                      |                          |                          |                            |                            |                            |                            |                                            |                                            |                                            |                                            |                                                   |                                                   |                                                   |                                                   |                                                   |                                                   |                            |                            |                                     |                                     |                                     |                                     |                                     |                                     |                                    |                                    |                                                                |                                                                |                                                                |                                                                |                                                                |                                                                |                            |                            |                            |                            |                          |                          |                          |                          |                        |                        |                        |                        |  |  |                              |                              |                              |                              |                              |                              |  |  |                            |                            |                            |                            |                            |                            |                       |                       | エルサレム王                     |                                  |                                  |                                  |                                     |                                     |                                     |                                     |                                     |                                     |  |  |